# František Polanský (komeniolog)
František Polanský (16. prosince 1911 – 28. prosince 1973) byl český učitel a komeniolog. 

## Život
Po maturitě na uherskobrodském gymnáziu v roce 1931 pracoval František Polanský jako učitel na různých slovenských školách. Po roce 1945 vyučoval na měšťanské škole v Uherském Brodě, kde působil do roku 1963. V roce 1963 přešel na závodní průmyslovou školu Slováckých strojíren a současně od roku 1971 pracoval jako lektor na Pedagogické fakultě Palackého univerzity v Olomouci. Kromě pedagogických studií se hlouběji zabýval problematikou vadné řeči u dětí.
V mimopracovní oblasti byl František Polanský popularizátorem díla J. A. Komenského. Byl členem Musejní společnosti, muzejní komise a dlouholetým dobrovolným pracovníkem muzea v Uherském Brodě. Byl autorem mnoha prací věnovaných osobě, životu a dílu J. A. Komenského.